# Ingré
Ingré est une commune française située dans le département du Loiret, en région Centre-Val de Loire.
Ingré comptait environ 8 699 habitants en 2014. Cette commune est limitrophe des villes d'Ormes, Saran, Saint-Jean-de-la-Ruelle et La Chapelle-Saint-Mesmin.

## Géographie

### Localisation

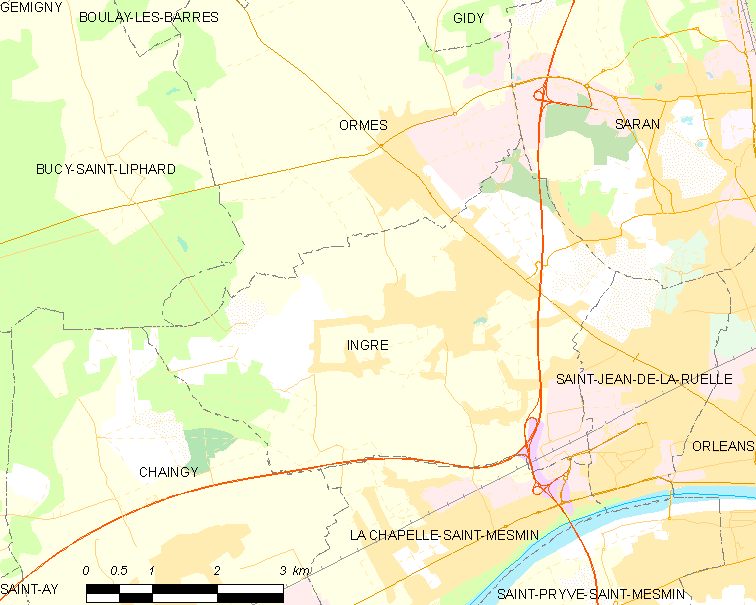
Carte de la commune d'Ingré et des communes limitrophes.

La commune se trouve au centre du département, dans le Val de Loire, une des neuf régions naturelles du Loiret,, correspondant à la partie de la vallée de la Loire située, d'amont en aval, dans les départements du Loiret, de Loir-et-Cher, d'Indre-et-Loire (région Centre-Val de Loire) et de Maine-et-Loire (région Pays de la Loire).
Elle est située à 8 km par la route (à 14 min en voiture dans des conditions normales de circulation) au nord-ouest du centre d'Orléans, dans l'aire urbaine et l'unité urbaine d'Orléans, en lisière de la région naturelle de Beauce.
Ingré est la deuxième commune de l'agglomération orléanaise par sa superficie, 2 082 hectares.

### Géologie et relief
- m2MSO : Marnes et sables de l'Orléanais (Burdigalien)
- m2MCO : Marnes et calcaires de l'Orléanais (Burdigalien)

Carte géologique de la commune de Ingré.
m2MSO : Marnes et sables de l'Orléanais (Burdigalien)
m2MCO : Marnes et calcaires de l'Orléanais (Burdigalien)
$ : Carrière à ciel ouvert

La région d’Orléans se situe dans le sud du Bassin parisien, vaste cuvette composée d’un empilement de couches sédimentaires d’origines essentiellement détritiques (issus de l’érosion d’anciennes chaînes de montagnes) et carbonatées (précipitation de carbonate de calcium). Ces dépôts s'étagent du Trias (- 250 millions d’années) au Pliocène (- 23 millions d’années) et se font surtout en contexte marin, mais aussi en milieu lacustre. Les successions de périodes glaciaires et interglaciaires au Quaternaire aboutissent à la configuration géomorphologique actuelle : altération plus ou moins profonde des roches en place, terrasses alluviales anciennes perchées sur les plateaux et incision de la vallée actuelle de la Loire,.
Les calcaires de Beauce, qui constituent le socle du territoire communal, se forment à l'Aquitanien (de - 23 à - 20,5 millions d’années). Leur partie supérieure, les marnes et calcaires de l’Orléanais (m2MCO), occupe le sud-est de la commune et une partie centrale. Les marnes et sables de l’Orléanais (m2MSO), premiers dépôts burdigaliens (de – 20,44 à – 15,97 millions d'années) recouvrant les calcaires de Beauce, occupent l'ouest de la commune ainsi que des langues de territoire à l'est. Ces sables sont essentiellement composés de grains de quartz émoussés, accompagnés de feldspaths kaolinisés et friables, de silex à patine noire et de graviers calcaires particulièrement fréquents à la base de la formation,.
Fragmentés et fissurés, les calcaires peuvent être le siège de phénomènes karstiques. Les circulations préférentielles d’eaux souterraines érodent ces calcaires en profondeur et entraînent la formation de dépressions, gouffre ou dolines. Les manifestations en surface de ces fragilités ne sont pas rares dans la région orléanaise. 24 cavités ont été inventoriées par le service régional Centre du BRGM sur la commune, en octobre 2003 : 20 dolines, trois ouvrages civils et une cave (dépressions circulaires ou elliptiques liée à l'activité karstique).
Le territoire communal est relativement plat puisque la dénivelée maximale est de 30 mètres. L'altitude du territoire varie en effet de 103 mètres à 133 mètres,.

### Climat
Pour des articles plus généraux, voir Climat du Centre-Val de Loire et Climat du Loiret.
En 2010, le climat de la commune est de type climat océanique dégradé des plaines du Centre et du Nord, selon une étude du CNRS s'appuyant sur une série de données couvrant la période 1971-2000. En 2020, Météo-France publie une typologie des climats de la France métropolitaine dans laquelle la commune est exposée à un climat océanique altéré et est dans la région climatique Moyenne vallée de la Loire, caractérisée par une bonne insolation (1 850 h/an) et un été peu pluvieux.
Pour la période 1971-2000, la température annuelle moyenne est de 10,8 °C, avec une amplitude thermique annuelle de 15,1 °C. Le cumul annuel moyen de précipitations est de 677 mm, avec 11,1 jours de précipitations en janvier et 7,4 jours en juillet. Pour la période 1991-2020, la température moyenne annuelle observée sur la station météorologique de Météo-France la plus proche, sur la commune de Fleury-les-Aubrais à 7 km à vol d'oiseau, est de 11,7 °C et le cumul annuel moyen de précipitations est de 728,8 mm,. Pour l'avenir, les paramètres climatiques de la commune estimés pour 2050 selon différents scénarios d'émission de gaz à effet de serre sont consultables sur un site dédié publié par Météo-France en novembre 2022.
| Mois                                  | jan.           | fév.             | mars           | avril         | mai           | juin         | jui.           | août          | sep.           | oct.            | nov.           | déc.             | année     |
| ------------------------------------- | -------------- | ---------------- | -------------- | ------------- | ------------- | ------------ | -------------- | ------------- | -------------- | --------------- | -------------- | ---------------- | --------- |
| Température minimale moyenne (°C)     | 1,4            | 0,9              | 3              | 5             | 8,7           | 11,9         | 13,8           | 13,5          | 10,2           | 7,8             | 4,2            | 1,9              | 6,9       |
| Température moyenne (°C)              | 4,3            | 4,8              | 7,9            | 10,6          | 14,3          | 17,7         | 19,9           | 19,8          | 16,1           | 12,3            | 7,6            | 4,8              | 11,7      |
| Température maximale moyenne (°C)     | 7,3            | 8,7              | 12,9           | 16,3          | 19,9          | 23,5         | 26             | 26,1          | 21,9           | 16,7            | 11             | 7,7              | 16,5      |
| Record de froid (°C) date du record   | −19 17.01.1985 | −13,8 07.02.1991 | −13,1 01.03.05 | −4,5 11.04.03 | −1 05.05.1979 | 0 05.06.1991 | 3,1 16.07.1984 | 4 26.08.1993  | 0,5 30.09.1988 | −4,6 21.10.10   | −11 23.11.1993 | −12,8 30.12.1985 | −19 1985  |
| Record de chaleur (°C) date du record | 17 30.01.02    | 22,2 27.02.19    | 24,5 16.03.12  | 29,7 30.04.05 | 32 27.05.05   | 38 29.06.19  | 41,5 25.07.19  | 40,4 10.08.03 | 35 15.09.1982  | 33,1 01.10.1985 | 24 01.11.14    | 19,4 16.12.1989  | 41,5 2019 |
| Précipitations (mm)                   | 59,4           | 55,3             | 51,5           | 52            | 74,6          | 52,9         | 58,1           | 58,4          | 56,3           | 66,8            | 68,6           | 74,9             | 728,8     |

## Urbanisme

### Typologie
Au 1er janvier 2024, Ingré est catégorisée grand centre urbain, selon la nouvelle grille communale de densité à sept niveaux définie par l'Insee en 2022.
Elle appartient à l'unité urbaine d'Orléans, une agglomération intra-départementale regroupant 19  communes, dont elle est une commune de la banlieue,,. Par ailleurs la commune fait partie de l'aire d'attraction d'Orléans, dont elle est une commune du pôle principal,. Cette aire, qui regroupe 136 communes, est catégorisée dans les aires de 200 000 à moins de 700 000 habitants,.

### Occupation des sols
L'occupation des sols de la commune, telle qu'elle ressort de la base de données européenne d’occupation biophysique des sols Corine Land Cover (CLC), est marquée par l'importance des territoires agricoles (60,5 % en 2018), en diminution par rapport à 1990 (73,2 %). La répartition détaillée en 2018 est la suivante : 
terres arables (46,5 %), zones urbanisées (24,3 %), zones agricoles hétérogènes (13,9 %), forêts (7,6 %), zones industrielles ou commerciales et réseaux de communication (7,5 %), prairies (0,1 %).
L'évolution de l’occupation des sols de la commune et de ses infrastructures peut être observée sur les différentes représentations cartographiques du territoire : la carte de Cassini (XVIIIe siècle), la carte d'état-major (1820-1866) et les cartes ou photos aériennes de l'IGN pour la période actuelle (1950 à aujourd'hui).

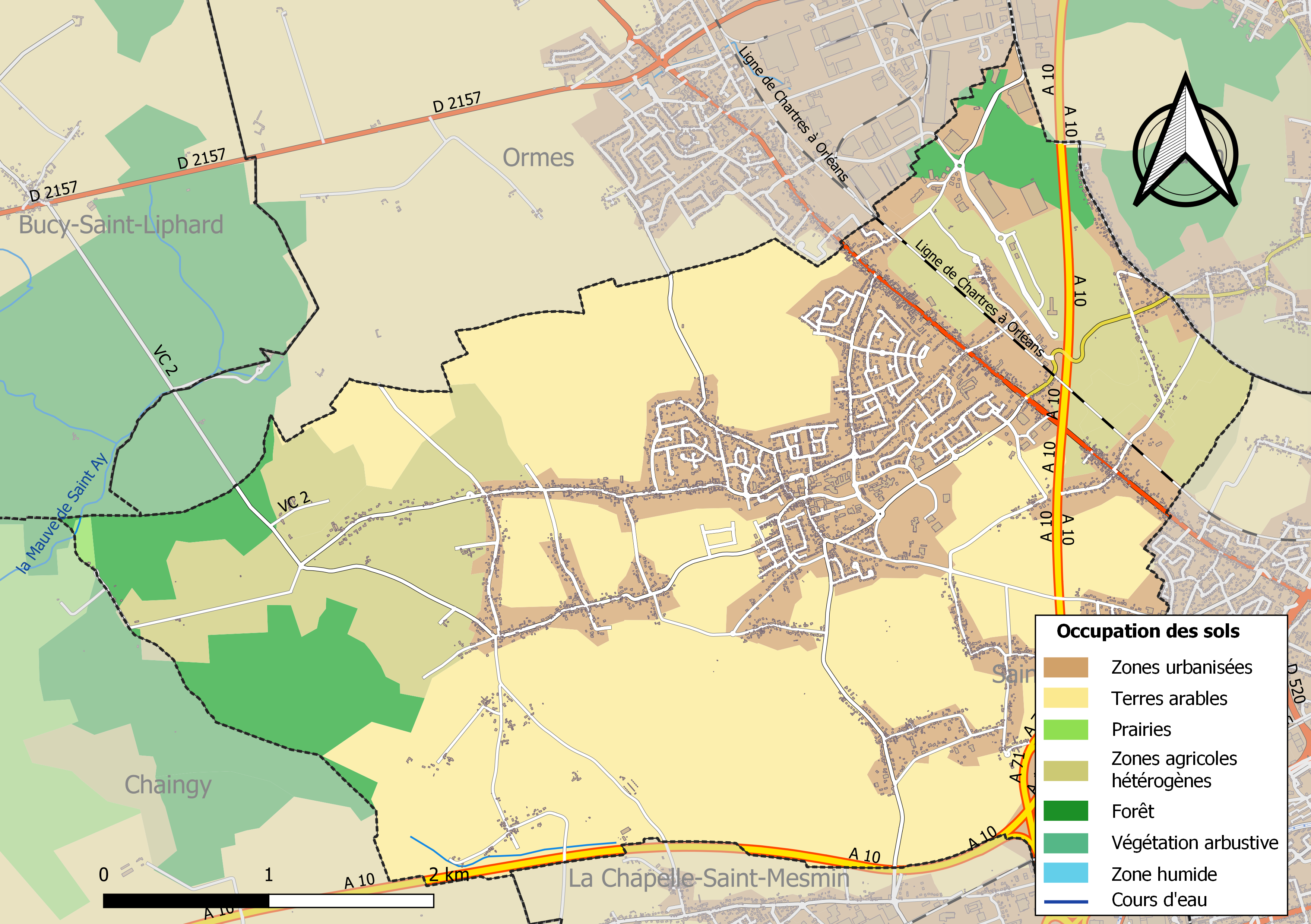
Carte des infrastructures et de l'occupation des sols de la commune en 2018 (CLC).
Carte orthophotographique de la commune en 2016.

### Quartiers
La commune est divisée en sept quartiers principaux : Les Bas-Champs, La Bigottière, Le Bourg, Coutes, Villeneuve, Le Grand-Orme, Montabuzard.

### Routes et transports

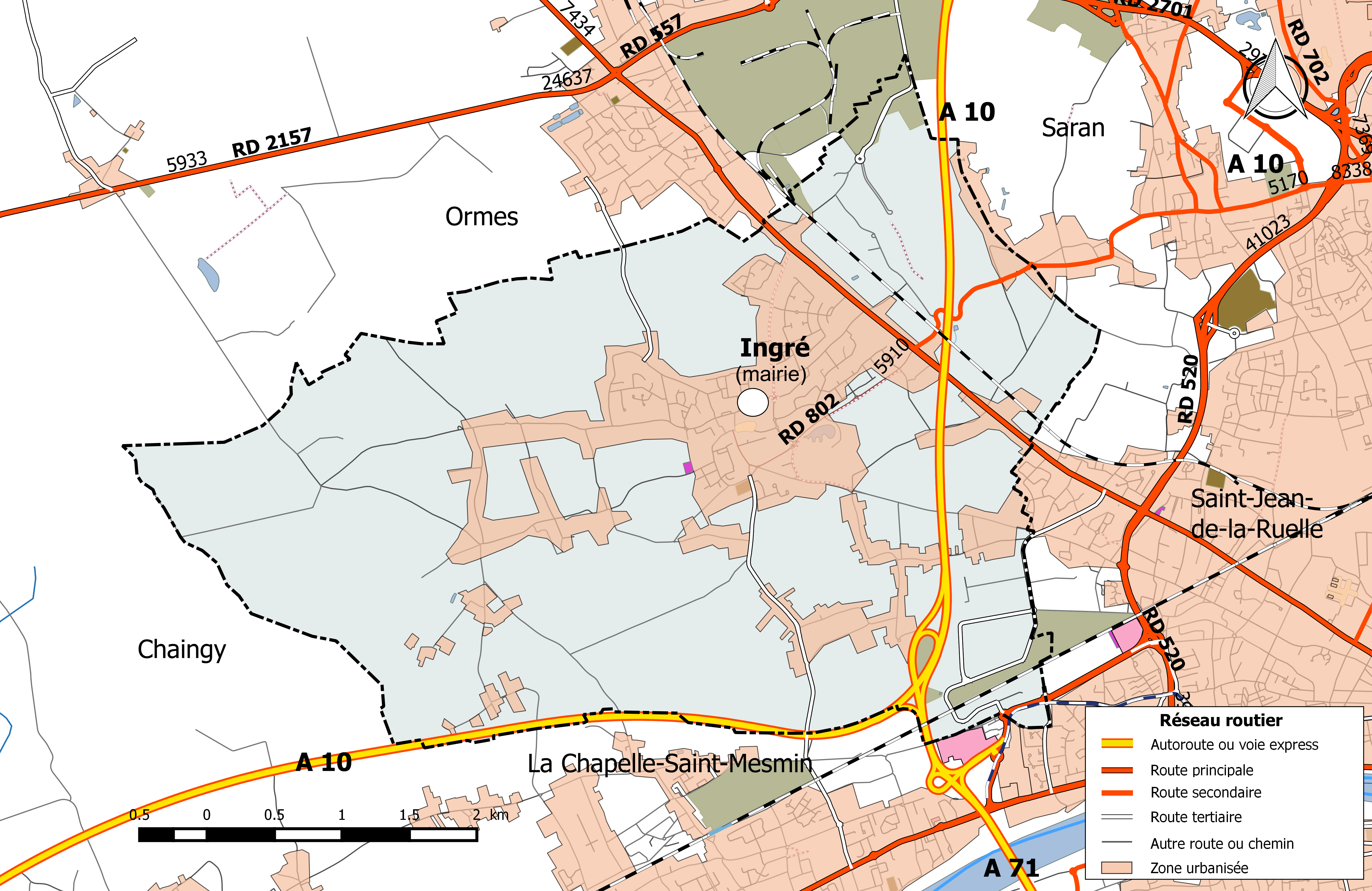
Réseau routier principal de la commune d'Ingré (avec indication du trafic routier 2014).

#### Réseau routier et accès autoroutiers
Les routes départementales 602, 802 et 2157 traversent le territoire de la commune.
Ingré est traversé par deux autoroutes : l'A10 reliant Paris à Orléans et le début de l'A71  reliant Orléans à Clermont-Ferrand. La ville est accessible par les sorties suivantes :
- par la tangentielle d'Orléans par les sorties : D 2157 (Le Mans, Saint-Jean-de-la-Ruelle-centre, Ingré) et D 602 (Saran, Ingré) ;
- par l'A71 : sortie 1 (Orléans-centre) ;
- par l'A10 : sortie 14 (Orléans-Nord).

#### Transports en commun
La commune est desservie par les transports en commun de deux réseaux :
- Rémi 45 : réseau de transport par autocar interurbain géré par le département du Loiret :  1A 1B 1D 9 99
- Transports de l'agglomération orléanaise (TAO), le réseau de bus et tram de la Métropole : lignes de bus 3, 43, 50, 51, 52, 53, 54 et resa’nord.

La ligne B du tramway d'Orléans traverse le territoire d'Ingré sur environ 500 m, toutefois, aucune station n'y est implantée. Il faut se rendre à La Chapelle-Saint-Mesmin ou à Saint-Jean-de-la-Ruelle pour l'emprunter.

#### Infrastructures ferroviaires
La gare de Villeneuve-d'Ingré est située sur le territoire de la commune.

### Risques majeurs
La commune d'Ingré est vulnérable à différents aléas naturels : climatiques (hiver exceptionnel ou canicule), mouvements de terrains ou sismique (sismicité très faible).
Elle est également exposée à un risque technologique : le risque de transport de matières dangereuses. Entre 1989 et 2019, huit arrêtés ministériels ayant porté reconnaissance de catastrophe naturelle ont été pris pour le territoire de la commune : deux  pour des inondations et coulées de boues et six pour des mouvements de terrains.

#### Risques naturels
Le territoire de la commune peut être concerné par un risque d'effondrement de cavités souterraines non connues. Une cartographie départementale de l'inventaire des cavités souterraines et des désordres de surface a été réalisée. Il a été recensé sur la commune plusieurs effondrements de cavités.
Par ailleurs, le sol du territoire communal peut faire l'objet de mouvements de terrain liés à la sécheresse. Le phénomène de retrait-gonflement des argiles est la conséquence d'un changement d'humidité des sols argileux. Les argiles sont capables de fixer l'eau disponible mais aussi de la perdre en se rétractant en cas de sécheresse. Ce phénomène peut provoquer des dégâts très importants sur les constructions (fissures, déformations des ouvertures) pouvant rendre inhabitables certains locaux. Celui-ci a particulièrement affecté le Loiret après la canicule de l'été 2003. Une grande partie du territoire de la commune est soumise à un aléa « fort » face à ce risque, selon l'échelle définie par le Bureau de recherches géologiques et minières (BRGM).
Depuis le 22 octobre 2010, la France dispose d’un nouveau zonage sismique divisant le territoire national en cinq zones de sismicité croissante. La commune, à l’instar de l’ensemble du département, est concernée par un risque très faible.

#### Risques technologiques
La commune est exposée au risque de transport de matières dangereuses, en raison du passage sur son territoire d'un gazoduc et d'un oléoduc exploité par la société Trapil, d'une ligne de transport ferroviaire et d'itinéraires routiers structurants supportant un fort trafic (l'autoroute A10 et l'autoroute A19),.

## Toponymie
Les mentions ultérieures sont nombreuses :
Ungregium en 22 mars 1132, 
Ingré en mars 1307, 
Ingré en juin 1314, 
Ingré au bailliage d’Orléans en mars 1318, 
Estienne Nicolay, d’Ingré, octobre 1354,
Ingré en octobre 1391, 
Ingré en novembre 1394, 
Perrin Macias en laboureur de vignes à Ingré en juillet 1411, 
Pierre Richard vigneron d’Ingré lez Orlians en avril 1486, 
Ingré en 1740,.
Le toponyme est dérivé, selon le toponymiste Denis Jeanson, du bas latin Ingariacus, issu du nom Ingarius, une personne d’origine germanique, suivi du suffixe acus. Selon Jean-Marie Cassagnes et Mariola Korsak, il s’agirait plutôt d’un Ingrad, un Franc qui aurait possédé là un vaste domaine agricole au 1er millénaire. Celui-ci aurait laissé son nom au village de cabanes dans lequel vivaient les ouvriers qui travaillaient sur son exploitation. Le propriétaire des lieux peut être arrivé vers le Ve – VIe siècle au moment des grandes invasions, ou avoir émigré vers le IIIe – IVe siècle à une époque où les gouverneurs des provinces de l'Empire encourageaient les non-romains à venir défricher et exploiter de nouvelles terres. Une autre hypothèse ferait dériver le toponyme de Uni Gradus, mentionné dans un acte daté du 19 juin 946 cédant ce fief appartenant à Hugues le Grand, duc des Francs à l'abbaye de Chartres (Fiscum nostrum en vocabulo Uno Gradum le 19 juin 946 puis Illum fiscum cui Uni Gradus vocabulum le 17 avril 1048)

## Histoire
Des fouilles archéologiques ont révélé les premières traces d'habitation du Néolithique datant de 10 000 ans avant Jésus-Christ ainsi que des vestiges gallo-romains sur le site de la commune.
Sous le règne de Philippe Auguste, l'évêque de Chartres fait d'Ingré l'une de ses quatre grandes prévôtés et il en reste ainsi jusqu'à la Révolution française de 1789. On y cultive le vin essentiellement pour en faire le célèbre vinaigre d'Orléans. Les terres de cette région peu favorables aux grands crus ont malgré elles permis de confectionner un vinaigre reconnu comme l'un des meilleurs de France.
L'actuelle mairie a été inaugurée le 7 octobre 1888.

### Héraldique
| Blason de Ingré | Blason  | Écartelé au premier de gueules à une gerbe d'or liée de même ; au deuxième d'or à deux ceps de vigne de sinople passés en sautoir fruités de pourpre ; au troisième d'or à un pommier arraché de sinople fruité du champ ; au quatrième de gueules à une lyre d'or. |
| Blason de Ingré | Détails | |

### Révolution française et Empire

#### Nouvelle organisation territoriale
Le décret de l'Assemblée Nationale du 12 novembre 1789 décrète « il y aura une municipalité dans chaque ville, bourg, paroisse ou communauté de campagne ». En 1790, dans le cadre de la création des départements, le Loiret compte alors 367 municipalités, rattachées à 59 cantons et 7 districts. La municipalité d'Ingré est rattachée au canton de Ingré et au district d'Orléans. Le terme « commune », au sens de l’administration territoriale actuelle, est imposé par le décret de la Convention nationale du 10 brumaire an II (31 octobre 1793) : « La Convention nationale, sur la proposition d’un membre, décrète que toutes les dénominations de ville, bourg ou village sont supprimées et que celle de commune leur est substituée ». Ainsi la municipalité d'Ingré devient formellement « commune d'Ingré » en 1793.
Les cantons sont supprimés, en tant que découpage administratif, par une loi du 26 juin 1793, et ne conservent qu'un rôle électoral, permettant l’élection des électeurs du second degré chargés de désigner les députés,. La Constitution du 5 fructidor an III, appliquée à partir de vendémiaire an IV (1795) supprime les districts, considérés comme des rouages administratifs liés à la Terreur, mais maintient les cantons qui acquièrent dès lors plus d'importance en retrouvant une fonction administrative. Enfin, sous le Consulat, un redécoupage territorial visant à réduire le nombre de justices de paix ramène le nombre de cantons dans le Loiret de 58 à 31,. Ingré est alors rattachée au canton Ingré et à l'Arrondissement d'Orléans par arrêté du 9 vendémiaire an X (1er octobre 1801),,. En 1806, la commune est rattachée au canton d'Orléans-Nord-Ouest, un canton nouveau formé entre autres des communes de l'ancien canton d'Ingré. Cette organisation va rester inchangée jusqu'en 1973 où la commune est rattachée au canton de Saint-Jean-de-la-Ruelle puis en 1982 où elle est rattachée au nouveau canton d'Ingré.

## Politique et administration

### Découpage territorial

#### Intercommunalités
La commune d'Ingré est membre de l'intercommunalité Orléans Métropole, un établissement public de coopération intercommunale (EPCI) à fiscalité propre créé le 1er janvier 2002 dont le siège est à Orléans. Ce dernier est par ailleurs membre d'autres groupements intercommunaux qui sont, en 2020 : le Syndicat mixte aménagement desserte aérienne de l'Ouest du Loiret (SMAEDAOL), le Syndicat mixte des bassins versants de la Bionne et du Cens et le Syndicat mixte d'améngament hydraulique (SMAH) du bassin de la Retrêve et de son affluent le ruisseau du Renard.

#### Rattachements administratifs et électoraux
Sur le plan administratif, elle est rattachée à l'arrondissement d'Orléans, au département du Loiret et à la région Centre-Val de Loire. Sur le plan électoral, elle dépend du  canton de Saint-Jean-de-la-Ruelle pour l'élection des conseillers départementaux, depuis le redécoupage cantonal de 2014 entré en vigueur en 2015, et de la deuxième circonscription du Loiret  pour les élections législatives, depuis le dernier découpage électoral de 2010.

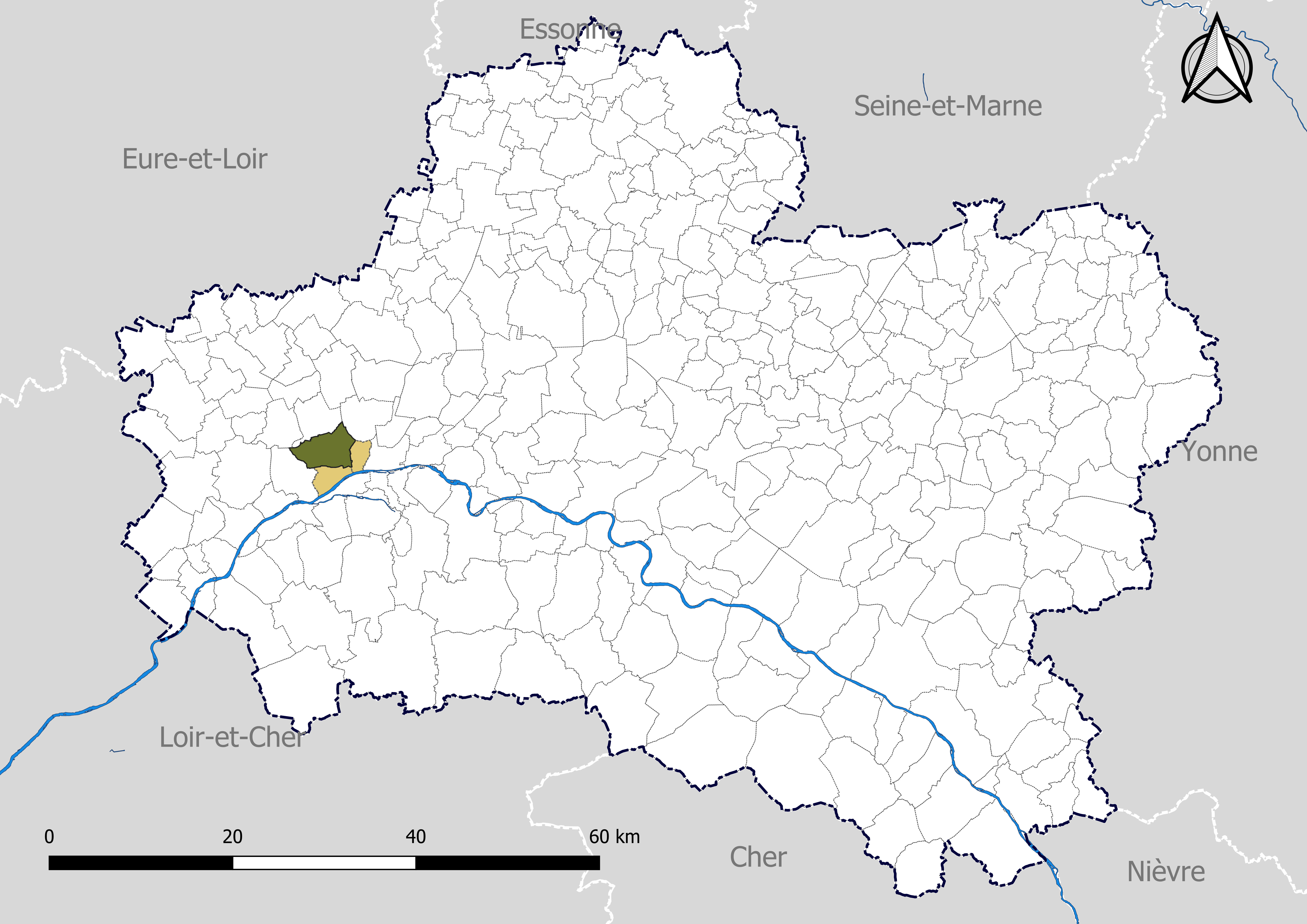
Ingré dans le canton de Saint-Jean-de-la-Ruelle en 2020.
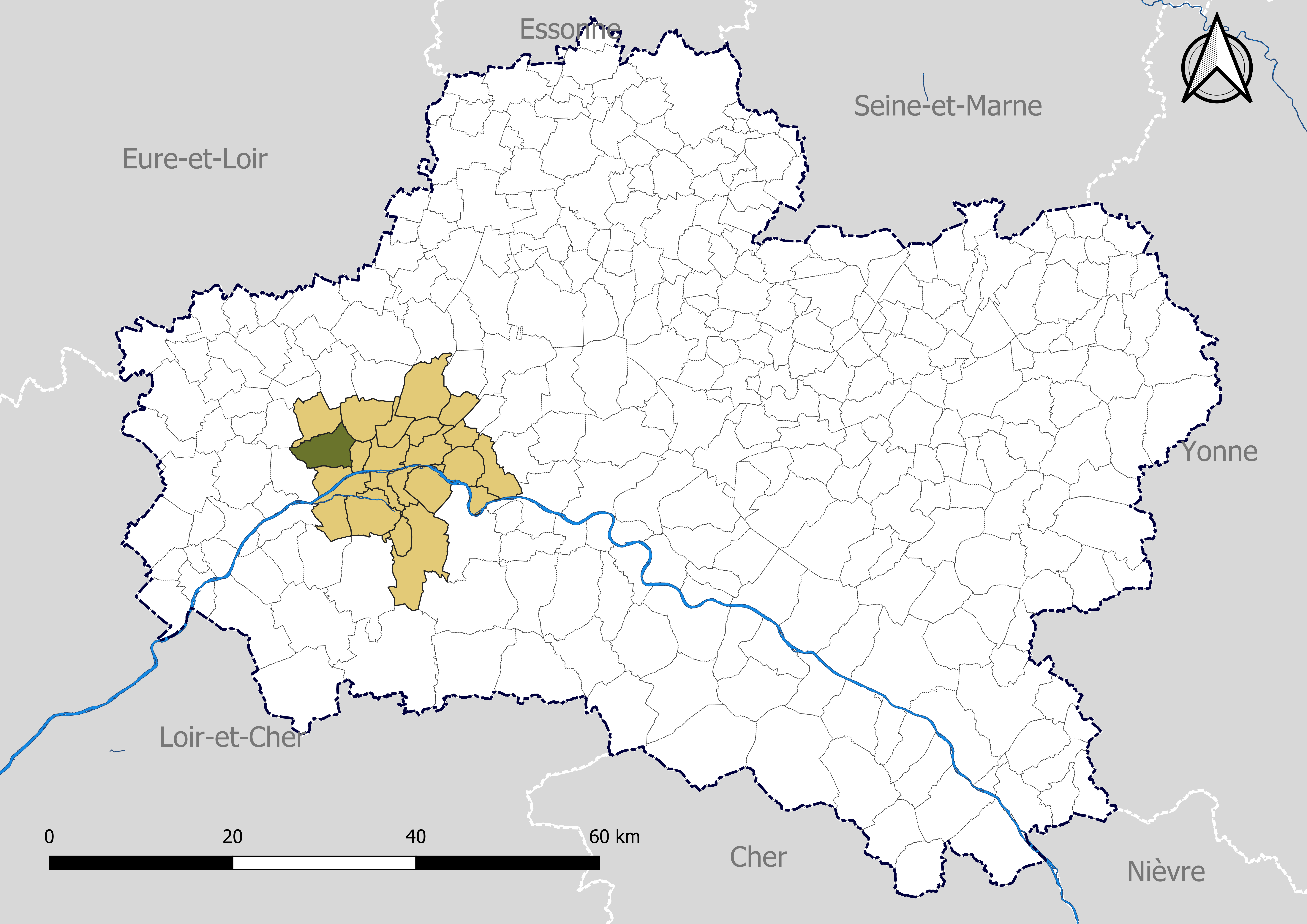
Ingré dans Orléans Métropole en 2020.
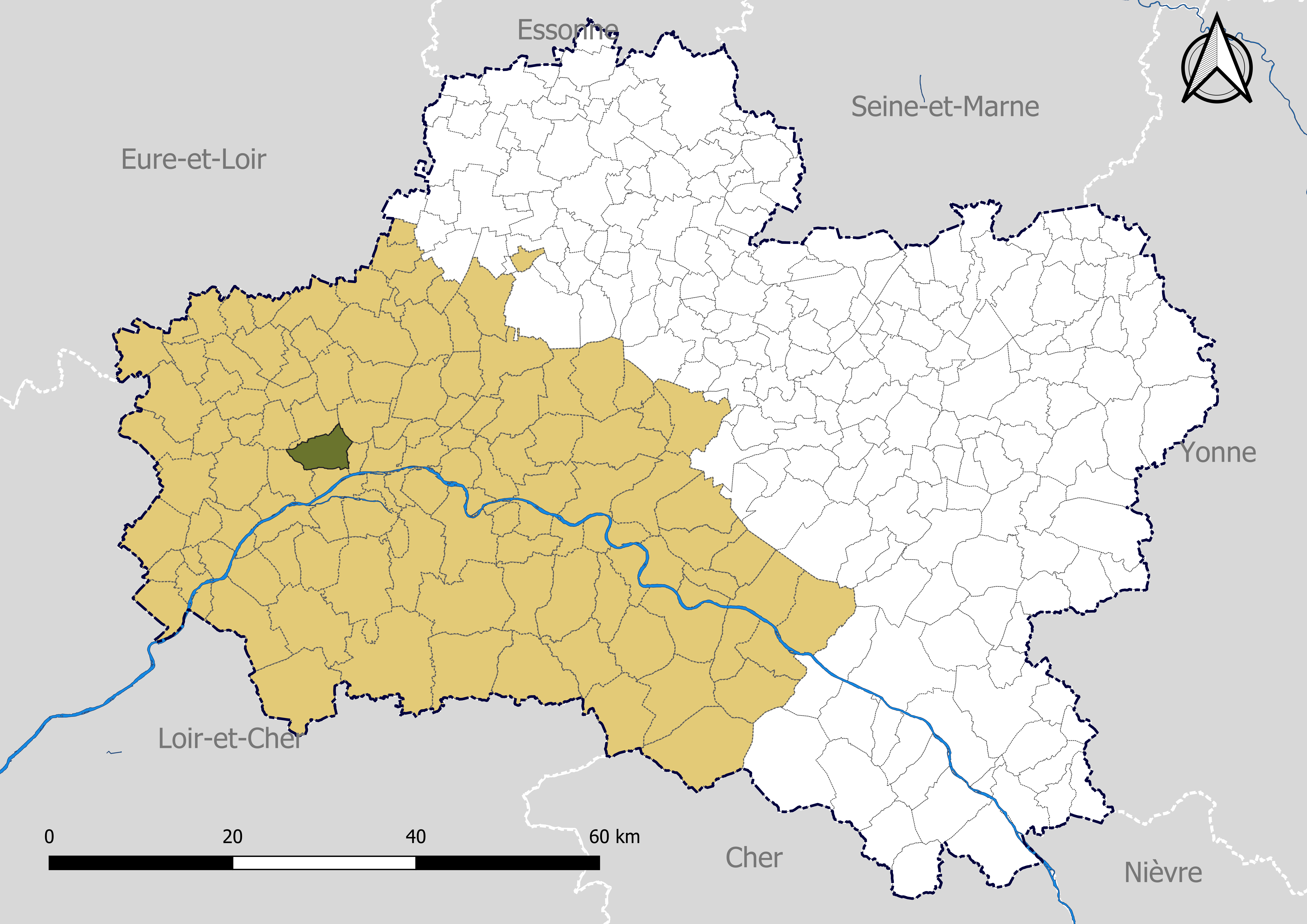
Ingré dans l'arrondissement d'Orléans en 2020.

### Élections municipales et communautaires

#### Élections de 2020
| Tête de liste | Tête de liste   | Suffrages | Pourcentage | CM | CC |
| ------------- | --------------- | --------- | ----------- | -- | -- |
|               | Christian Dumas | 1 664     | 55,4 %      | 23 | 2  |
|               | Guillem Leroux  | 1 340     | 44,6 %      | 6  | 1  |

Le conseil municipal  d'Ingré, commune de plus de 1 000 habitants, est élu au scrutin proportionnel de liste à deux tours (sans aucune modification possible de la liste), pour un mandat de six ans renouvelable. Compte tenu de la population communale, le nombre de sièges à pourvoir lors des élections municipales de 2020 est de 29. Les 29 conseillers municipaux sont élus au premier tour avec un taux de participation de 46,1 %, se répartissant en vingt-trois issus de la liste conduite par Christian Dumas (PS) et six de la liste conduite par Guillem Leroux (DVC).
Dans les communes 1 000 habitants et plus, les conseillers sont élus au suffrage direct à la fois pour un mandat de conseiller municipal et pour un mandat de conseiller communautaire. Les 3 sièges attribués à la commune au sein d'Orléans Métropole sont élus dès le premier tour : deux issus de la liste menée par Christian Dumas et un sur la liste menée par Guillem Leroux.

#### Chronologie des maires
| Période                                  | Période   | Identité                             | Étiquette | Qualité                                                                                         |
| ---------------------------------------- | --------- | ------------------------------------ | --------- | ----------------------------------------------------------------------------------------------- |
| 1790                                     | 1791      | Jean Barthélémy Chevrier             |           | Curé                                                                                            |
| 1791                                     | 1791      | Jacques Bruant                       |           |                                                                                                 |
| 1791                                     | 1798      | Georges Grimault                     |           |                                                                                                 |
| 1798                                     | 1798      | Jean Rousseau-Berthier               |           |                                                                                                 |
| 1798                                     | 1798      | Charles Templier                     |           |                                                                                                 |
| 1798                                     | 1800      | François Quetard                     |           |                                                                                                 |
| 1800                                     | 1813      | Gabriel Lejeune                      |           |                                                                                                 |
| 1813                                     | 1815      | Mathurin Daviau-Foullon              |           |                                                                                                 |
| 1815                                     | 1816      | Jean-Baptiste Grimault-Maréchal      |           |                                                                                                 |
| 1816                                     | 1830      | Jean-Baptiste Étienne Perdoux-Guérin |           |                                                                                                 |
| 1830                                     | 1847      | Claude Audy-Didier                   |           |                                                                                                 |
| 1847                                     | 1848      | Jean-Baptiste Grimault-Maréchal      |           |                                                                                                 |
| 1848                                     | 1852      | Marie-Philippe Thion-Dange           |           |                                                                                                 |
| 1852                                     | 1855      | François Alexandre Audy-Grimault     |           |                                                                                                 |
| 1855                                     | 1895      | Auguste Eugène Foullon-Darnault      |           |                                                                                                 |
| 1896                                     | 1904      | Philippe Groussier-Leconte           |           |                                                                                                 |
| 1904                                     | 1908      | Cyrille Grimault-Foucher             |           |                                                                                                 |
| 1908                                     | 1926      | Émile Leconte                        |           |                                                                                                 |
| 1926                                     | 1941      | Moïse Cordonnier                     |           | Négociant                                                                                       |
| 1941                                     | 1943      | Joseph Derouin                       |           |                                                                                                 |
| 1943                                     | 1943      | Marcel Philippe                      |           | Marchand de bois et charbon                                                                     |
| 1943                                     | 1944      | René Guérin                          |           |                                                                                                 |
| 1944                                     | 1947      | Moïse Cordonnier                     |           | Négociant                                                                                       |
| 1947                                     | 1963      | André Foucault                       |           | Cultivateur                                                                                     |
| 1963                                     | 1983      | Lucien Feuillâtre                    |           | Garagiste                                                                                       |
| 1983                                     | 1995      | Lionel Boutrouche                    | DVD       | Président d'organisme d'habitations à loyer modéré, cadre de la caisse d'allocations familiales |
| juin 1995                                | mars 2001 | Guy Durand (1936-2009)               | PS        | Ingénieur EDF                                                                                   |
| mars 2001                                | mars 2008 | Christian Durox                      | UDF       | Cadre de la Caisse primaire d'assurance maladie                                                 |
| mars 2008                                | En cours  | Christian Dumas,                     | PS        | Directeur-adjoint du travail de la DREETS Centre-Val de Loire Conseiller régional (2015-2021)   |
| Les données manquantes sont à compléter. |           |                                      |           |                                                                                                 |

### Politique de développement durable
La ville a engagé une politique de développement durable en lançant une démarche d'Agenda 21 en 2012.
La ville possède le label Ville fleurie ; deux fleurs lui ont été attribuées par le conseil national des villes et villages fleuris de France dans le cadre du concours des villes et villages fleuris.

### Jumelages
- Castel Maggiore (Italie) depuis mai 2011[72].
- Drensteinfurt (Allemagne) depuis septembre 2017.

## Équipements et services publics

### Enseignement

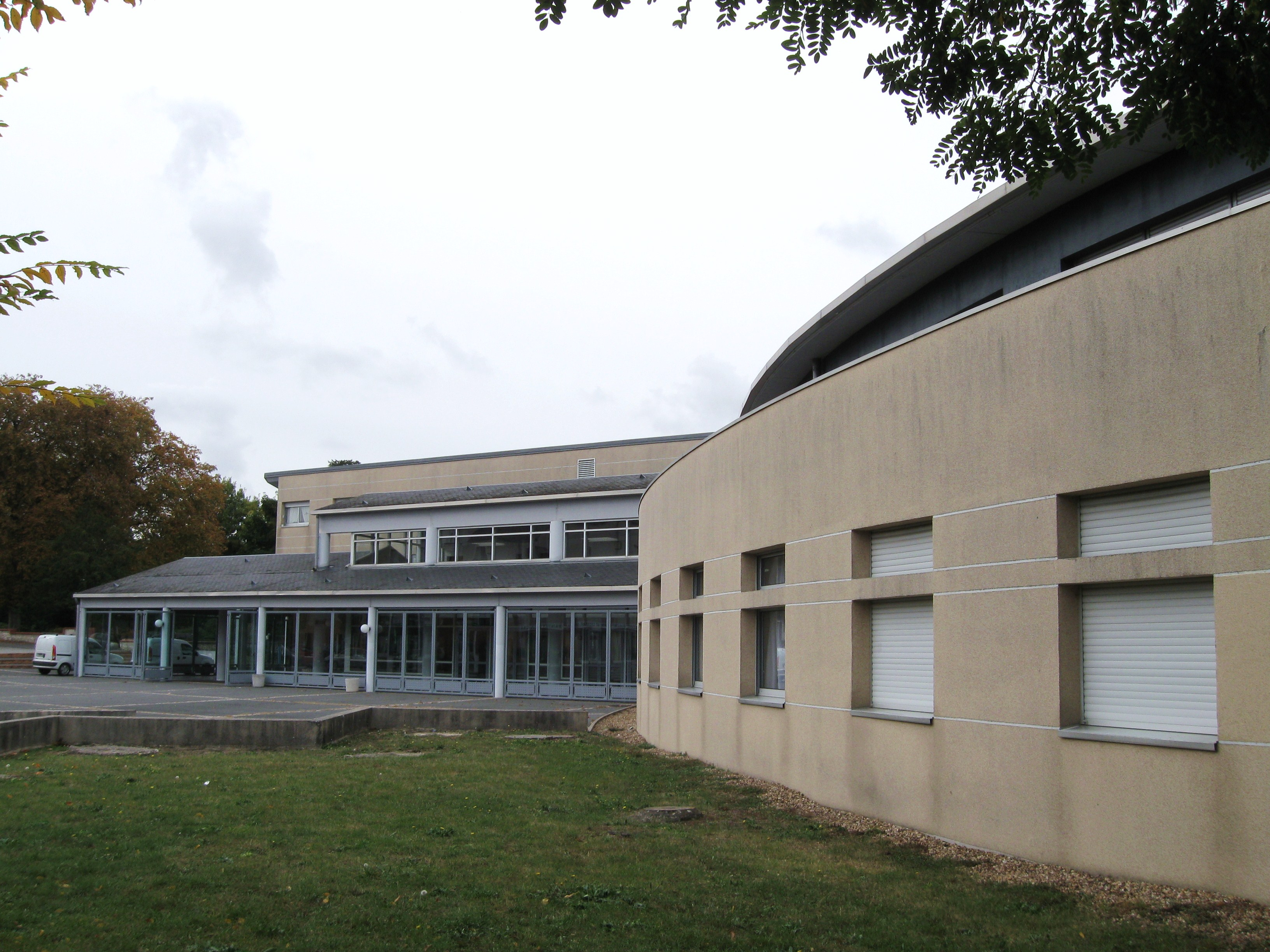
Le lycée Maurice-Genevoix.

Ingré est situé dans l'académie d'Orléans-Tours et dans la circonscription d'Orléans Nord-Ouest. La commune possède deux écoles maternelles, deux écoles primaires, un collège et deux lycées :
- Écoles maternelles publiques Moulin-Choix et Émilie-Carles ;
- Écoles primaires publiques Moulin-Choix et Victor-Hugo ;
- Collège Montabuzard ;
- Lycée d'enseignement général et technologique Maurice-Genevoix ; une annexe du lycée du Maréchal-Leclerc de Saint-Jean-de-la-Ruelle est implantée sur la commune.

### Gestion de l'eau

#### Eau potable
Le service public d’eau potable est une compétence obligatoire des communes depuis  l’adoption de la loi du 30 décembre 2006 sur l’eau et les milieux aquatiques. La commune assurait jusqu'au 1er janvier 2017 la production et la distribution de l'eau potable sur le territoire communal. La gestion de l’eau étant une compétence obligatoire des communautés urbaines et des métropoles, la communauté urbaine Orléans Métropole s'est substituée à la commune pour la mise en œuvre du service public d'eau potable lors de la transformation de la communauté d'agglomération Val de Loire en communauté urbaine le 1er janvier 2017, puis c'est la métropole Orléans Métropole le 1er mai 2017 qui a pris cette compétence. La ville de Ingré est alimentée en eau potable par deux forages pompant l'eau dans la nappe souterraine des calcaires de Beauce : le forage de   Villeneuve, mis en service en 1982 et le forage de Montabuzard, mis en service en 1946.

#### Eaux usées
La compétence assainissement, qui recouvre obligatoirement la collecte, le transport et l’épuration des eaux usées, l’élimination des boues produites, ainsi que le contrôle des raccordements aux réseaux publics de collecte, est assurée  depuis le 1er janvier 2002 par la Communauté de l'Agglomération Orléans Val de Loire, puis le 1er janvier 2017 par la communauté urbaine et enfin depuis le 1er mai 2017 par Orléans Métropole.
Depuis le 1er mai 2016, Orléans Métropole exploite en régie directe les réseaux et ouvrages d'assainissement de 10 communes du territoire métropolitain dont Ingré et d'une partie d'Orléans. Le réseau comprend un réseau unitaire (eaux usées + eaux pluviales) de 9 299 ml, un réseau séparatif eaux usées de 39 820 ml et un réseau d'eaux pluviales de 21 681 ml. Sur la commune, on  compte 7 stations de relevage pour les eaux usées. Ces stations peuvent contenir de une à quatre pompes  dont les puissances peuvent varier de 1,3 kW à 140 kW (soit de 3 l/s à 450 l/s).
Un zonage d'assainissement, qui délimite les zones d'assainissement collectif, les zones d'assainissement non collectif et le zonage pluvial a été réalisé par l’AgglO et a été approuvé par  délibération du  conseil de communauté du 15 avril 2004. La commune est raccordée à la station d'épuration de La Chapelle-Saint-Mesmin. Cet équipement, dont la capacité est de 350 000 EH, le plus important sur le territoire d'Orléans Métropole, a été mis en service le 1er juin 1997 et son exploitation est assurée depuis mai 2016 par Véolia.

### Gestion des déchets

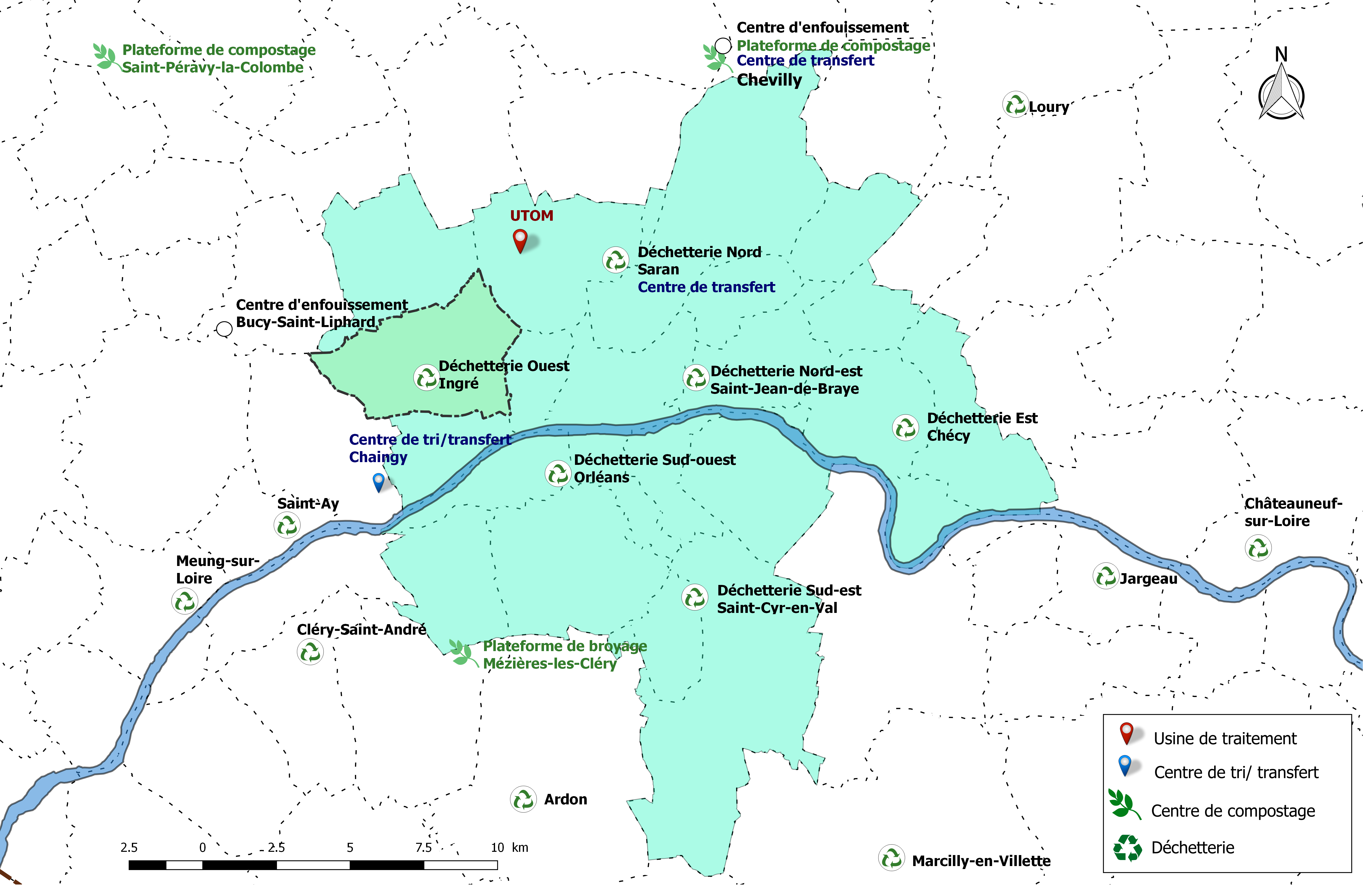
Sites de collecte, de traitement et de valorisation des déchets de la communauté urbaine d'Orléans Métropole, avec localisation de la commune d'Ingré.

La collecte, le traitement et la valorisation des déchets est une compétence exclusive de la communauté urbaine Orléans Métropole depuis 2000 (l'intercommunalité était alors communauté de communes). La collecte des déchets ménagers (résiduels et multimatériaux) est effectuée en porte-à-porte sur toutes les communes de la communauté urbaine. Un réseau de six déchèteries accueille les encombrants et autres déchets spécifiques (déchets verts, déchets dangereux, gravats, cartons…).
Une unité de traitement permettant la valorisation énergétique (l’incinération des déchets ménagers résiduels) et la valorisation matière des autres déchets (corps creux, corps plats et multimatériaux) est en service sur la commune de Saran depuis 1996. Elle est exploitée par la société ORVADE, filiale du groupe Veolia.

## Population et société

### Démographie
L'évolution du nombre d'habitants est connue à travers les recensements de la population effectués dans la commune depuis 1793. Pour les communes de moins de 10 000 habitants, une enquête de recensement portant sur toute la population est réalisée tous les cinq ans, les populations de référence des années intermédiaires étant quant à elles estimées par interpolation ou extrapolation. Pour la commune, le premier recensement exhaustif entrant dans le cadre du nouveau dispositif a été réalisé en 2004.
En 2022, la commune comptait 9 838 habitants, en évolution de +10,63 % par rapport à 2016 (Loiret : +1,89 %, France hors Mayotte : +2,11 %).
| 1793  | 1800  | 1806  | 1821  | 1831  | 1836  | 1841  | 1846  | 1851  |
| ----- | ----- | ----- | ----- | ----- | ----- | ----- | ----- | ----- |
| 2 800 | 2 905 | 2 871 | 2 959 | 2 905 | 2 780 | 2 767 | 2 714 | 2 665 |

| 1856  | 1861  | 1866  | 1872  | 1876  | 1881  | 1886  | 1891  | 1896  |
| ----- | ----- | ----- | ----- | ----- | ----- | ----- | ----- | ----- |
| 2 575 | 2 651 | 2 610 | 2 529 | 2 566 | 2 503 | 2 532 | 2 411 | 2 300 |

| 1901  | 1906  | 1911  | 1921  | 1926  | 1931  | 1936  | 1946  | 1954  |
| ----- | ----- | ----- | ----- | ----- | ----- | ----- | ----- | ----- |
| 2 276 | 2 259 | 2 191 | 2 002 | 2 002 | 1 972 | 2 129 | 2 175 | 2 431 |

| 1962  | 1968  | 1975  | 1982  | 1990  | 1999  | 2004  | 2006  | 2009  |
| ----- | ----- | ----- | ----- | ----- | ----- | ----- | ----- | ----- |
| 3 211 | 3 973 | 4 505 | 5 221 | 5 880 | 7 450 | 7 895 | 7 972 | 7 885 |

| 2014  | 2019  | 2022  | - | - | - | - | - | - |
| ----- | ----- | ----- | - | - | - | - | - | - |
| 8 460 | 9 482 | 9 838 | - | - | - | - | - | - |

## Économie
Ingré est le siège de la chambre régionale de commerce et d'industrie Centre.
Les zones d'activité commerciale (ZAC) de la commune sont, au nord, la ZAC des Varannes, de Muids et au sud, le pôle d'activités Ingré - Saint-Jean-de-la-Ruelle. Depuis 2014, la ZAC des Guettes, au nord-est de la commune, s'étend le long de l'autoroute A10.

### Revenus de la population et fiscalité
En 2010, le revenu fiscal médian par ménage était de 36 779 €.

## Culture locale et patrimoine

### Patrimoine bâti
- Moulin à vent.

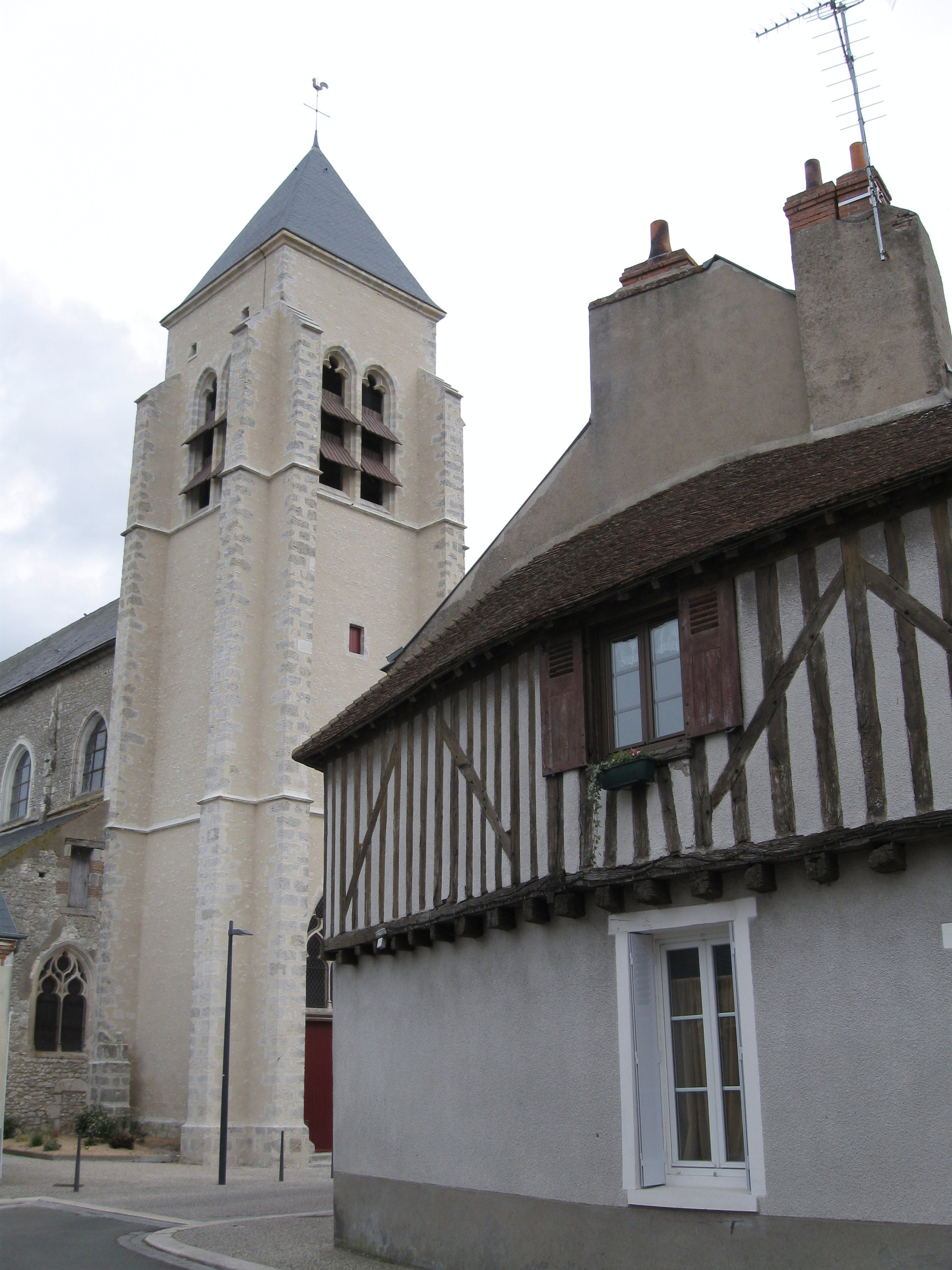
L'église Saint-Loup.

- Église Saint-Loup, avec contrefort du XIIe siècle, reconstruite aux XVe et XVIe siècles après sa destruction lors de la guerre de Cent Ans.

### Manifestations
- La fête de la Saint-Loup, en septembre, brocante et fête foraine ;
- Les Musicales d'Ingré sont un festival de musique se déroulant de manière annuelle en mars depuis 2003 ;
- Les Bouquinales, en décembre, festival du livre ;

### Personnalités liées à la commune
- Ambroise Maréchal, né à Ingré en 1768, archevêque de Baltimore aux États-Unis.
- Gaston Couté, poète et chansonnier, a travaillé à la perception d'Ingré[95].
- Clovis Vincent, pionnier de la neurochirurgie en France au début du XXe siècle, est né à Ingré en 1879.
- Lucien Poirier, général de l'armée française et théoricien de la dissuasion nucléaire né à Ingré 2 août 1918.
- Juliette Bé, née à Ingré, artiste peintre (abstraction lyrique).
- Ridsa, chanteur, compositeur, rappeur français, a grandi à Ingré[96].
- Florian Thauvin et Cédric Hountondji, footballeurs professionnels, ont commencé tous deux le football en 2000 au FCM Ingré.
- Arnaud Méthivier a grandi à Ingré.